# 김숙 (만화가)
김숙(1956년 2월 18일 ~)은 대한민국의 만화가이다. 본명은 권애숙으로 부산 출신이다. 1975년 소년한국일보에 발표한 <빨간 이슬비>로 데뷔했다.

## 작품
- 프렌드! 프렌드!(1980)
- 레몬의 계절(1981)
- 파라오의 무덤(1981)
- 덩쿨숲의 이야기(1986)
- 큐피트의 시(1987)
- 로즈먼드 (나의 신부여)(1988)
- 그 여름의 잔해(1989)
- 라이언의 후예(1992)
- 사랑예감(1992)
- 혈액형 사랑학(1993)
- 꽃구름 피는 곳에(1994)
- 행운의 불청객(1994)
- 키위새(1994)
- 아스타 꽃말을 그대에게(1995)
- 숨은 사랑 찾기(1995)
- 바보들의 천국(1995)
- 하얀 트로이카(1995)
- 팡테옹(1995)
- 사리오키스(1995)
- 홍루의 뜨락(1996)
- 환타지아(1996)
- 짧은 여행(1996)
- 장미의 연인(1997)
- 서울 불시착(1997)
- 더블 스텝 (Double Step)(1998)
- 나는 너를 바람이라 부른다(1998)
- 뉴페이스(1999)
- 서구 여상(2001)
- 사춘기 (우리가 꼭 알아야 할 성 이야기)(2007)
- EBS 어린이 역사 드라마 점프 (주몽의 꿈)(2008)